# Jan Żyznowski
Jan Marceli Żyznowski (ur. 1889 w Warszawie, zm. 15 lipca 1924 w Paryżu) – polski powieściopisarz, krytyk, malarz i scenograf.

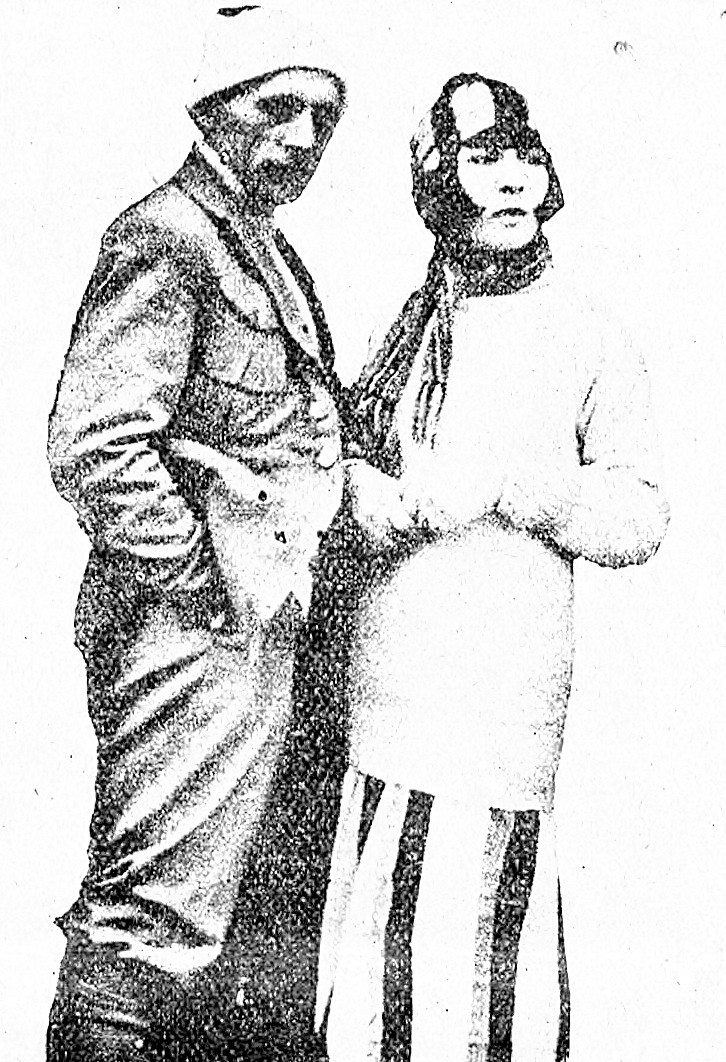
Jan Żyznowski i Stanisława Umińska

## Życie i twórczość
Studiował malarstwo i literaturę w Paryżu. Należał do Towarzystwa Artystów Polskich w Paryżu. Podczas I wojny światowej służył w oddziale Bajończyków Legii Cudzoziemskiej. Walczył na froncie zachodnim. W 1915 wyjechał do Petersburga, gdzie pracował z dziennikiem Głos Polski. Podczas krótkiego związku z formistami wystawiał z nimi w Polskim Klubie Artystycznym w Warszawie. Jego obrazy dekorowały Klub Futurystów Polskich w Hotelu Europejskim (1919). W 1921 artysta pokazał swe prace w salach wystawowych Zachęty i rozpoczął współpracę z pismem Formiści. W okresie 1920–1923 prowadził dział krytyki artystycznej czasopisma Rzeczpospolita, a w l. 1923–1924 - „Tygodnika Ilustrowanego” i „Pani”. W 1924 pisał recenzje z wystaw dla Wiadomości Literackich. Gdy zachorował na raka wątroby, z Polski został skierowany na kurację do Paryża. Tam po przeprowadzeniu operacji i transfuzji krwi jego stan pogorszył się i w obliczu doznawanego cierpienia poprosił o pozbawienie go życia swą narzeczoną Stanisławę Umińską, która go zastrzeliła. Na początku 1925 sąd francuski uniewinnił zabójczynię, określaną przez opinię publiczną jako „anioł śmierci”.
Uprawiał malarstwo sztalugowe. Malował syntetyczne, zgeometryzowane kompozycje figuralnego o dynamicznej strukturze i pogłębionej ekspresji. Obwiedzione mocnym konturem postacie wpisywał w nieokreślone, abstrakcyjne tła wypełnione przełamanymi na kształt pryzmatu płaszczyznami. Tworzył również dekoracyjne, zrytmizowane kompozycje zrobione z giętkich, biegnących po łukach linii. Stosował mroczną, zgaszoną tonację barw.
Uczestnictwo zarówno w I wojnie światowej, jak i w wojnie polsko-bolszewickiej (1920) posłużyły mu jako materiał dla prawie całej jego twórczości. Młodopolska w stylistyce i ekspresywna proza Żyznowskiego cieszyła się w II Rzeczypospolitej popularnością i uznaniem za prawdziwe świadectwo wojny. Po II wojnie światowej jego twórczości nie wznawiano ze względów politycznych.

## Dzieła literackie
- Dla Polski pod Joffrem. Wspomnienia legionisty (1916)[4][5]
- Zbiór nowel (1916)[6]
- Krwawy strzęp. Wspomnienia bajończyka (1923)[7]
- Kamienie ugorne (1924)[8]
- Z podglebia (1925)[9]